# Comté de Balonne
Le comté de Balonne (en anglais : Shire of Balonne) est une zone d'administration locale située dans l'État du Queensland en Australie, dont le siège est St George. 

## Géographie
La zone s'étend sur 31 119 km2 dans le Queensland du Sud-Ouest et possède une frontière commune avec la Nouvelle-Galles du Sud de 500 km. Elle est traversée du nord au sud par la Balonne.
Le comté comprend la ville de St George, ainsi que les localités d'Alton, Bollon, Boolba, Dirranbandi, Hebel (en), Mungindi, Nindigully et Thallon

## Histoire
La division d'Ula Ula est créée le 11 novembre 1879 avant de devenir le comté de Balonne le 31 mars 1903.

## Démographie
| 1933  | 1947  | 1954  | 1961  | 1966  | 1971  | 1976  | 1981  | 1986  |
| ----- | ----- | ----- | ----- | ----- | ----- | ----- | ----- | ----- |
| 4 452 | 4 040 | 5 527 | 6 105 | 5 849 | 5 354 | 4 580 | 4 678 | 5 056 |

| 1991  | 1996  | 2001  | 2006  | 2011  | 2016  | 2021  | - | - |
| ----- | ----- | ----- | ----- | ----- | ----- | ----- | - | - |
| 5 112 | 4 830 | 5 414 | 4 599 | 4 720 | 4 377 | 4 320 | - | - |

## Politique et administration
Le conseil comprend le maire et six autres membres, élus pour un mandat de quatre ans. Les dernières élections ont eu lieu le 28 mars 2020.

### Liste des maires
| Période    | Période  | Identité         | Étiquette | Qualité |
| ---------- | -------- | ---------------- | --------- | ------- |
| 2008       | 2016     | Donna Stewart    |           |         |
| 2016       | 2020     | Richard Marsh    |           |         |
| avril 2020 | en cours | Samantha O'Toole |           |         |

La zone est rattachée à la circonscription de Maranoa pour les élections fédérales et à celle de Warrego pour les élections à l'Assemblée législative du Queensland.